# Harrysmithia heterophylla
Harrysmithia heterophylla är en flockblommig växtart som beskrevs av H.Wolff. Harrysmithia heterophylla ingår i släktet Harrysmithia och familjen flockblommiga växter. Inga underarter finns listade i Catalogue of Life.